# The Fox (film 1921)
The Fox è un film muto del 1921 diretto da Robert Thornby che ha come interprete principale Harry Carey.

## Trama

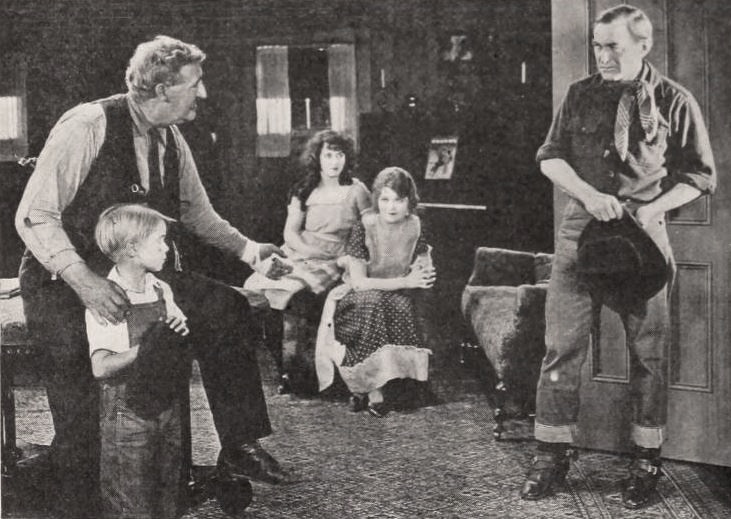
George Nichols, B. Reeves Eason, Jr., Gertrude Olmstead, Betty Ross Clarke e Harry Carey

A Caliente, una cittadine sorta nel deserto, il vagabondo Santa Fe viene salvato da Annette, la figlia dello sceriffo che lo difende da una folla tumultuosa. L'uomo trova lavoro in banca come custode e prende sotto la sua protezione il piccolo Pard, un orfanello che lui adotta. Scopre anche che Coulter, il banchiere, è in combutta con una banda di fuorilegge. Dick, il fidanzato di Annette, viene incastrato da Coulter, accusato di essere un rapinatore. Santa Fe salva lo sceriffo da una tempesta di sabbia ma viene catturato. Riesce a fuggire insieme a Dick, che era stato preso dai fuorilegge, giungendo in città in tempo per salvare lo sceriffo dalla folla: Santa Fe rivela di essere un agente speciale mandato in missione sotto copertura per smascherare Coulter. Alla testa di una squadra e con l'aiuto dalla cavalleria, Santa Fe mette sotto assedio la roccaforte dei banditi dove si era rifugiato Coulter. Dopo aver snidato la banda di fuorilegge, Santa Fe conquista definitivamente anche il cuore di Annette.

## Produzione
Il film fu prodotto dall'Universal Film Manufacturing Company.
Terminate da poco le riprese, quando il film era ancora in lavorazione, morì - travolto accidentalmente da un camion davanti alla sua casa - uno degli interpreti principali del film: l'attore bambino di soli 6 anni B. Reeves Eason Jr., figlio del regista B. Reeves Eason.

## Distribuzione
Il copyright del film, richiesto dalla Universal Film Manufacturing Co., fu registrato il 12 novembre 1921 con il numero LP17181.
Distribuito dall'Universal Film Manufacturing Company, il film - presentato da Carl Laemmle - fu presentato in prima a New York il 24 luglio 1921. Nel 1931, ne venne curata una riedizione che fu fatta uscire nelle sale il 31 ottobre.
Non si conoscono copie ancora esistenti della pellicola che viene considerata presumibilmente perduta.